# Велика Река (Мали Зворник)
Велика Река је насеље у Србији у општини Мали Зворник у Мачванском округу.
Према попису из 2022. било је 266 становника. Овде се налазе ОШ „Никола Тесла” Велика Река и Црква Светог цара Лазара у Великој Реци.

## Галерија
- Црква и школа

## Демографија
У насељу Велика Река живи 351 пунолетни становник, а просечна старост становништва износи 39,1 година (37,4 код мушкараца и 40,9 код жена). У насељу има 166 домаћинстава, а просечан број чланова по домаћинству је 2,87.
Ово насеље је великим делом насељено Србима (према попису из 2002. године).
|  |

| Демографија | Демографија | Демографија |
| Година      | Становника  | Становника  |
| ----------- | ----------- | ----------- |
| 1948.       | 661         |             |
| 1953.       | 721         |             |
| 1961.       | 680         |             |
| 1971.       | 652         |             |
| 1981.       | 472         |             |
| 1991.       | 521         | 512         |
| 2002.       | 476         | 483         |

| Етнички састав према попису из 2002.‍ | Етнички састав према попису из 2002.‍ | Етнички састав према попису из 2002.‍ | Етнички састав према попису из 2002.‍ | Етнички састав према попису из 2002.‍ |
| ------------------------------------ | ------------------------------------ | ------------------------------------ | ------------------------------------ | ------------------------------------ |
|                                      |                                      |                                      |                                      |                                      |
| Срби                                 | Срби                                 |                                      | 475                                  | 99,78%                               |
| Руси                                 | Руси                                 |                                      | 1                                    | 0,21%                                |
| непознато                            | непознато                            |                                      | 0                                    | 0,0%                                 |

| Година пописа     | 1948. | 1953. | 1961. | 1971. | 1981. | 1991. | 2002. |
| ----------------- | ----- | ----- | ----- | ----- | ----- | ----- | ----- |
| Број домаћинстава | 88    | 89    | 96    | 119   | 110   | 153   | 166   |

| Број чланова      | 1  | 2  | 3  | 4  | 5  | 6 | 7 | 8 | 9 | 10 и више | Просек |
| ----------------- | -- | -- | -- | -- | -- | - | - | - | - | --------- | ------ |
| Број домаћинстава | 31 | 49 | 32 | 33 | 12 | 4 | 5 | 0 | 0 | 0         | 2,87   |

| Пол    | Укупно | Неожењен/Неудата | Ожењен/Удата | Удовац/Удовица | Разведен/Разведена | Непознато |
| ------ | ------ | ---------------- | ------------ | -------------- | ------------------ | --------- |
| Мушки  | 188    | 33               | 133          | 12             | 5                  | 5         |
| Женски | 184    | 12               | 134          | 36             | 1                  | 1         |
| УКУПНО | 372    | 45               | 267          | 48             | 6                  | 6         |

| Пол    | Укупно                    | Пољопривреда, лов и шумарство | Рибарство                            | Вађење руде и камена | Прерађивачка индустрија       |
| ------ | ------------------------- | ----------------------------- | ------------------------------------ | -------------------- | ----------------------------- |
| Мушки  | 117                       | 44                            | 0                                    | 3                    | 20                            |
| Женски | 64                        | 43                            | 0                                    | 0                    | 4                             |
| УКУПНО | 181                       | 87                            | 0                                    | 3                    | 24                            |
| Пол    | Производња и снабдевање   | Грађевинарство                | Трговина                             | Хотели и ресторани   | Саобраћај, складиштење и везе |
| Мушки  | 2                         | 16                            | 4                                    | 6                    | 6                             |
| Женски | 0                         | 0                             | 4                                    | 1                    | 1                             |
| УКУПНО | 2                         | 16                            | 8                                    | 7                    | 7                             |
| Пол    | Финансијско посредовање   | Некретнине                    | Државна управа и одбрана             | Образовање           | Здравствени и социјални рад   |
| Мушки  | 0                         | 1                             | 5                                    | 2                    | 0                             |
| Женски | 0                         | 0                             | 2                                    | 6                    | 2                             |
| УКУПНО | 0                         | 1                             | 7                                    | 8                    | 2                             |
| Пол    | Остале услужне активности | Приватна домаћинства          | Екстериторијалне организације и тела | Непознато            | Непознато                     |
| Мушки  | 2                         | 0                             | 0                                    | 6                    | 6                             |
| Женски | 0                         | 0                             | 0                                    | 1                    | 1                             |
| УКУПНО | 2                         | 0                             | 0                                    | 7                    | 7                             |